# Руса I
Руса I (Руса, сын Сардури) — царь Урарту, время правления 735 — 714 годы до н. э. Руса I пытался вернуть Урарту величие, которое утратил его отец, Сардури II, но, в конце концов, потерпел серьёзное поражение от ассирийского царя Саргона II и покончил жизнь самоубийством.

## Политическая обстановка в Урарту к 735 году до н. э.
Руса I стал царём Урарту в трудное для государства время. Его отец, Сардури II, по-видимому, погиб в результате сражения с ассирийским царём Тиглатпаласаром III в 735 году до н. э. (или, возможно, был свергнут собственными придворными или умер естественной смертью в 735 году до н. э.). Поражение Сардури II было первым крупным военным поражением Урарту более чем за столетие, и, более того, это было первое крупное поражение Урарту с того времени, как бог Халди стал официальным главным богом страны. С именем бога Халди урартские цари побеждали с того времени, как прадед Русы I, Ишпуини, присоединил к Урарту город Мусасир — центр поклонения этому богу. Таким образом, в глазах урартов «оружие бога Халди» уступило «оружию бога Ашшура», бога Ассирии.
Непосредственным результатом поражения Сардури II стала потеря территорий за рекой Евфрат, а кроме этого, сам факт крупного поражения центральной власти немедленно поставил государство на грань раскола: сразу несколько областей Урарту, воспользовавшись слабостью Тушпы, попытались завоевать независимость или присоединится к Ассирии.

## Правление Русы I с 735 года по722 год до н. э.
Руса I сумел, однако, решительными действиями сохранить государственность Урарту и долгое время не допустить дальнейших потерь урартских земель. «С моими двумя конями и моим возничим, моими руками завоевал я царство Урарту» — выгравировал на стеле Руса I, подразумевая, что лишь своей волей и авторитетом прошлых правителей, не имея в 735 году до н. э. реальной военной силы, Русе I удалось, объехав несколько важнейших областей Урарту, сохранить целостность государства.
Русе I также заново пришлось выстраивать взаимоотношения с Мусасиром, религиозным центром Урарту.

Руса, сын Сардури, говорит так: Урзана, царь города Ардини, явился передо мною. Взял я на себя заботу о пропитании всего его войска. По причине этой милости, богам по велению бога Халди я воздвиг часовни на высокой дороге, для благоденствия царя Руса. Урзана я поставил правителем области, посадил я его в городе Ардини.

В том же году я, Руса, сын Сардури, пришёл в город Ардини. Урзана на высокий трон своих предков — царей посадил меня… Урзана перед богами в храме богов передо мной совершал жертвоприношения. В то время богу Халди, владыке, храм, жилище его божества, в воротах я построил.
Урзана предоставил мне вспомогательные войска…, боевые колесницы, какие только имелись у него; я повёл вспомогательные войска и по велению бога Халди я, Руса, пошёл к горам Ассирии. Устроил я там резню. Вслед за этим Урзана схватил мою руку, я позаботился о нём, посадил я его на его место владыки для царствования. Народ в городе Ардини присутствовал при этом, сделанный мною пожертвования целиком я отдал городу Ардини; праздник для жителей города Ардини я устроил. Тогда в мою страну я возвратился.
Я, Руса, слуга бога Халди, верный пастырь народа, который мощью бога Халди и силой своего войска, не боялся сражения. Бог Халди дал мне силу, власть, радость в продолжение всей моей жизни. Страной Биаинили я управлял, вражескую страну же притеснил. Дали мне боги долгие дни радости и, кроме радостных дней … … Вслед за этим мир был водворён.

Кто эту надпись уничтожит, кто её разобьёт, кто совершит такие дела, пусть уничтожат боги Халди, Тейшеба, Шивини, все боги его семя и его имя.

Тем временем обстановка в соседней Ассирии позволяла Урарту оправиться от поражения Сардури II. Тиглатпаласар III в последние годы своего царствования был озабочен внутренними проблемами. В 727 году до н. э. Тиглатпаласара III сменил его сын Салманасар V, который за пять лет своего правления вёл военные действия на западе Ассирии исключительно против Финикии и Иудеи. Вероятно, что в этот период между Урарту и Ассирией установилось перемирие.
Внешнеполитическое спокойствие позволило Русе I вести хозяйственную деятельность, укреплять военную и экономическую мощь Урарту. Урартский царь предпринял серию удачных военных походов в Закавказье, а также, воспользовавшись обстоятельствами, в страну Мана, пограничную с Ассирией область. Руса I построил по крайней мере 2 крепости в районе озера Севан.

## Правление Русы I с 722 года по714 год до н. э.
В 722 году до н. э. к власти в Ассирии пришёл более решительный и воинственно настроенный Саргон II, младший сын Тиглатпаласара III. Саргон II вступил на престол после смерти своего старшего брата Салманасара V и был настроен вернуть Ассирии былое могущество. О периоде правления Саргона II сохранилось много глиняных документов, поэтому и последний период правления Русы I оказался хорошо освещен для историков.
|  |  |  | Табличка была написана клинописью по сырой глине, которая затем прошла процедуру обжига. Текст написан на вавилонском диалекте аккадского языка и представляет собой письмо («реляцию») Саргона II богу Ашшуру, где ассирийский царь отчитывается перед своим богом о своих действиях в 714 году до н. э. Текст, который содержит подробное описание похода Саргона II против Урарту 714 года до н. э., был в первые издан Тюро-Данженом в 1912 году. Благодаря ёмкости клинописного письма, табличка вмещает много информации, так например, её русский перевод занимает 16 страниц. |

В 722 — 719 годах до н. э. Саргон II был занят военными действиями на западе — в Сирии и Палестине, расчистил стратегически важные для Ассирии торговые пути в Малую Азию, а с 718 года до н. э. перенес военные действия на север. Действия Саргона II всегда были тщательно подготовлены, в его резиденции, Дур-Шаррукине, сохранились клинописные таблички с разведывательными донесениями из Урарту. Разведывательным данным придавалось такое значение, что ответственным за донесения из Урарту был назначен сын Саргона II, Синахериб, который сам впоследствии стал царем Ассирии. С 718 по 715 годы до н. э. Саргон II и Руса I не решались вступить в прямые сражения. Их борьба развернулась на территории страны Манна, лежавшей к востоку от озера Урмия. Несколько раз за этот период Саргон II захватывал страну маннейцев и сажал на престол угодного ему царя, а Руса I в ответ организовывал восстание маннейцев в пользу царя лояльного Урарту. К 714 году до н. э. обстановка в отношениях между Урарту и Ассирией окончательно накалилась.
В 715—714 годах Руса I напал на киммерийцев, однако урартская армия была разбита, погибло много знатных сановников (в том числе подчинённый Урарту правитель страны Уаси), а сам урартский царь вынужден бежать. По данным ассирийских шпионов, страна, в которой в это время находились киммерийцы, была расположена рядом с Гурианией (Куриани).
Поражение вызвало восстания в Урарту и отпадение от государства периферийных владений. Часто современные исследователи сообщают, что разгром от киммерийцев послужил причиной вторжения в Урарту ассирийского царя Саргона II.

### ПоходСаргона IIпротив Урарту 714 года до н. э.
В 714 году до н. э. Саргон II выступил с тщательно подготовленным походом против Урарту, сразу после получения донесения о неудачном выступлении Русы I в Закавказье против киммерийцев. Поход начался с Маны, которую легко завоевали ассирийские войска. Саргон II двинулся дальше на восток, преследуя войска лояльные Урарту, но получил донесение о том, что Руса I накопил большие силы в горном ущелье к востоку от озера Урмия, откуда готовится напасть на ассирийскую армию с тыла. Саргон II резко изменил свои планы и двинулся к войскам Русы I. Ему удалось внезапно напасть на урартский лагерь ночью, и войска Урарту потерпели жестокое поражение. Сам Руса I вынужден был спасаться бегством. Саргон II получил возможность продолжить движение на север, разгромил город Улху, подошёл к северо-восточному берегу озера Ван. Опираясь на данные разведки, Саргон II не решился двинуться на Тушпу, а повернул обратно. Направляясь обратно в Дур-Шаррукин, Саргон II неожиданно предпринял очень трудное путешествие через лесистые горы, неожиданно для урартских сил появился в Мусасире, разрушил и разграбил город. Руса I, узнав об этих событиях, покончил жизнь самоубийством. Ценности, захваченные Саргоном II в Мусасире украсили его дворец в Дур-Шаррукине. Из летописи Саргона II:

… услышав, Руса поник на землю, разодрал свои одежды, опустил свои руки, сорвал свою головную повязку, распустил свои волосы, прижал обе руки к сердцу, повалился на брюхо; его сердце остановилось, его печень горела, в устах его были горестные вопли. Во всём Урарту до пределов его я распространил рыдания, плач на вечные времена я устроил в Наири.
…
… Руса, правитель Уруатри, услыхал, что Мусасир разрушен, его бог Халди увезён, то собственной рукой, железным кинжалом своего пояса лишил себя жизни.

Утрата контроля над главным религиозным центром страны имела тяжёлые последствия для Урарту: серьёзно пострадал культ бога Халди, главного бога страны.